# L-Gante
Elian Ángel Valenzuela (General Rodríguez, Buenos Aires; 5 de abril de 2000), conocido artísticamente como L-Gante, es un cantante y compositor argentino de cumbia.
En 2020 saltó a la fama tras lanzar «L-Gante RKT» en colaboración de Papu DJ, que logró posicionarse en el segundo puesto del Billboard Argentina Hot 100. Al siguiente año, tomó más relevancia tras su colaboración con Bizarrap, «L-Gante: BZRP Music Sessions, Vol. 38», la cual logró posicionarse en el primer puesto de la mencionada lista.

## Biografía
Elian Ángel Valenzuela nació el 5 de abril de 2000 en General Rodríguez, provincia de Buenos Aires. Comenzó a incursionar en la música cuando tenía tan solo 15 años. En ese entonces, adquirió una computadora del programa Conectar Igualdad a través de un intercambio, con la que grabó sus primeras canciones de la mano de su productor, DT. Bilardo; el cual, al comienzo, le cobraba por realizar la edición de máster y voces, hasta que decidió apostar por él y dejar de cobrarle.

#### Nombre artístico
Valenzuela eligió su nombre artístico L-Gante, ya que su madre Claudia Valenzuela, le decía de forma irónica «¡Qué elegancia, qué elegante!», ya que usaba bermudas, medias y pantuflas cuando se despertaba y se iba a grabar así como estaba vestido. Entonces, decidió estilizar la palabra elegante como L-Gante para utilizarla como nombre artístico.

## Carrera musical

### Inicios
En 2017, lanzó su primer sencillo titulado «A escondidas» a través de YouTube; sin embargo, se considera que su primer éxito fue en 2018 con «El baile de las egresadas» junto a DJ Alan Gómez. Luego tuvo otros dos éxitos, «Uno más uno» y «Tik tok», estos sencillos tuvieron millones de reproducciones en las plataformas pero con poco reconocimiento para el artista.[cita requerida]

### 2020: Consolidación con «L-Gante Rkt»
L-Gante no produciría otra canción exitosa hasta que contactó con Papu DJ, quien le envió una pista la cual él trabajó por mucho tiempo. «L-Gante Rkt», la canción que resultó de esa colaboración, fue un completo éxito, donde describe en detalle el entretenimiento en los barrios marginales en épocas de pandemia de COVID-19 con un sonido alegre y una letra pegajosa. Su estilo es un enganchado, una mezcla de reguetón y cumbia, denominada Rkt.

### 2021-2022: «BZRP Music Session» y éxito internacional
En marzo de 2021, Bizarrap anunció su próxima Music Session publicando un adelanto en su cuenta de Instagram, la cual superó el millón de visitas en menos de 24 horas. El estreno estaba previsto para la noche del martes 9 de marzo, pero en la madrugada del mismo día, L-Gante fue detenido en Rawson. Luego de haber generado supuestos disturbios en la vía pública de varios bares. Finalmente, la situación terminó siendo una confusión y a las horas el cantante fue liberado. Al día siguiente, la colaboración entre ambos artistas fue publicada y sobrepasó los tres millones de visitas en menos de 24 horas, ubicándose segundo en tendencias de YouTube. La canción alcanzó el primer puesto en Argentina Hot 100 de Billboard, dónde se mantuvo durante siete semanas consecutivas en la cima del listado. El 30 del mismo mes, participó del sencillo «Lassie» de La Joaqui, cantante argentina.

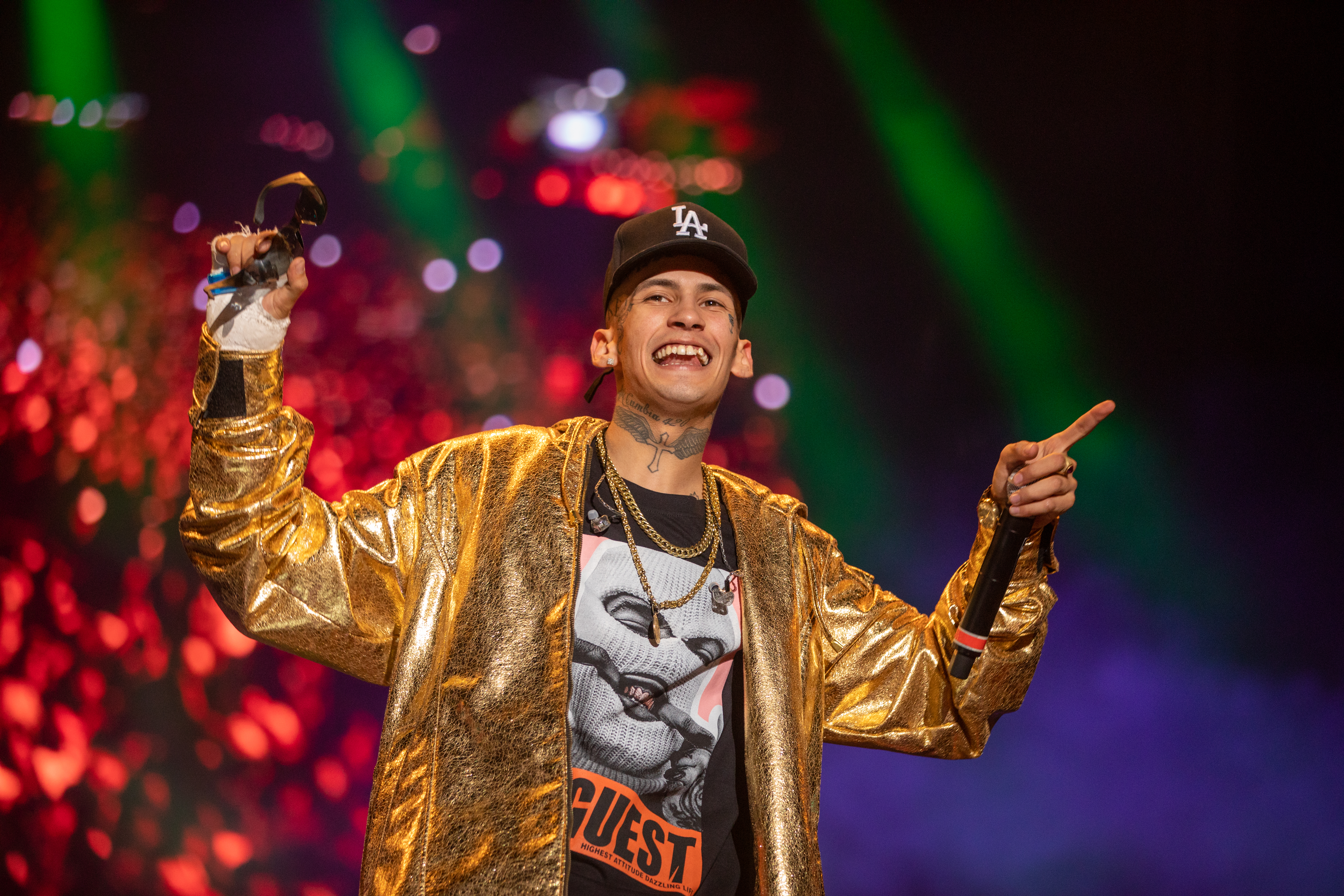
L-Gante en Tecnópolis, año 2022

En abril, lanzó el remix de la canción «Pistola», junto a la banda de cumbia villera Damas Gratis. A la par también ese mismo día junto a la misma agrupación de cumbia  mencionada, lanzó la canción «Perrito Malvado», ambos temas fueron un éxito al lograr la posición 2 y 6 respectivamente del Argentina Hot 100 de Billboard. En mayo, el cantante publicó un nuevo sencillo, titulado «Visionario». Ese mismo mes se unió a Fidel Nadal en el lanzamiento de «International Love 420». Durante este mes, L-Gante fue nombrado artista del mes por Argentina Hot 100, siendo elegido como portada de la revista impresa y digital.
En agosto lanzó el sencillo, «Malianteo 420 (Volumen 2)», dedicada al cantante argentino Zaramay, en una especie de tiradera, logrando posicionarse en el puesto 10 en el Argentina Hot 100.

### 2023-presente: «Celda 4», su primer disco
A fines de octubre de 2023, anunció el lanzamiento de «Celda 4», un nuevo disco que compuso en prisión. El cantante compartió la noticia a través de un video en redes (gracias a su amigo y manager Maxi el Brother) en el que recuerda los días privado de su libertad y de su familia durante meses.

## Vida personal
El artista estuvo en pareja entre 2014 y 2022 con la joven Tamara Báez, quien lo acompaña desde sus principios en la industria de la música. En 2021 la pareja tuvo a su primera hija, Jamaica.[cita requerida]
Desde finales de 2024, está en una relación con Wanda Nara.[cita requerida]

## Causas judiciales

### Causa por amenazas y privación ilegítima de la libertad
Desde el 6 de junio de 2023 hasta el 8 de septiembre del mismo año, estuvo detenido por los delitos de privación ilegítima de la libertad, amenazas simples y tenencia de armas de fuego.
Según la denuncia de un joven de 30 años, del cual no se le reveló la identidad, el artista lo habría sacado a punta de pistola de un boliche y lo habría subido a un auto. El joven habría recibido amenazas durante todo el viaje por parte de L-Gante y un cómplice. El hecho habría ocurrido en mayo. El cantante puede recibir una pena de 10 a 15 años de prisión.
El 27 de junio, el juez de garantía aceptó concederle la excarcelación extraordinaria con una fianza de 20 millones de pesos, pero la medida fue apelada por la fiscalía y, días después, revocada por la Cámara de Apelaciones. Sin embargo, horas más tarde, el juez de garantía decidió concederle la prisión domiciliaria, decisión que también fue apelada por la fiscalía y revocada por la Cámara de Apelaciones días más tarde.
El 21 de julio, el juez de garantía decidió imputarlo del delito de "encubrimiento agravado por el ánimo de lucro", ya que, según una denuncia judicial en la Ciudad de Buenos Aires, uno de los cinco teléfonos que se le había secuestrado para las investigaciones, había sido denunciado como robado en marzo de 2021. De esta manera, está detenido por los delitos de "amenazas simples en concurso real con privación ilegítima de la libertad, en concurso ideal con amenazas coactivas, privación ilegítima de la libertad simple en concurso ideal con amenazas simples; tenencia simple de estupefacientes y encubrimiento agravado por el ánimo de lucro".
El 2 de agosto, la Cámara de Apelaciones de Mercedes confirmó que L-Gante permanecerá detenido preventivamente hasta el juicio oral. La defensa del artista ya había enviado un recurso que pedía la inocencia de L-Gante, pero esta no fue tomada en cuenta. Sin embargo, todavía hay un recurso en el Tribunal de Casación Penal Bonaerense, que puede definir la excarcelación extraordinaria del cantante, pero si esta falla en contra, L-Gante no podrá obtener la libertad hasta que llegue al juicio oral.
El 10 de agosto, L-Gante fue habilitado para poder votar en las elecciones primarias abiertas y obligatorias (PASO), que se realizaron el 13 de agosto de 2023.
El 8 de septiembre, el juez de garantía ordenó la liberación de L-Gante. La medida fue de carácter obligatorio e inmediato, por lo tanto, el artista fue liberado horas después.
El 28 de septiembre, la Cámara de Apelaciones de Mercedes decidió revocar la decisión del juez de garantías, quien semanas antes ordenó la liberación de L-Gante. De todas formas, esta medida no implicó que el artista quede detenido de inmediato. El juez de garantías debió agregar más fundamentos a favor de la libertad de L-Gante. Los abogados defensores apelaron la decisión de la Cámara de Apelaciones.
El 18 de octubre de 2024, la fiscalía pidió una pena de 7 años de prisión efectiva tras considerarlo culpable de los delitos de amenazas, daño y privación de libertad. Mientras que la defensa de Valenzuela pidió la absolución. El 28 de octubre, el Tribunal en lo Criminal N°3 de Mercedes, integrado de manera unipersonal por el magistrado Ignacio Racca, lo condenó a 3 años de prisión condicional tras declararlo culpable del delito de amenazas. Sin embargo, el tribunal decidió absolverlo del delito de privación ilegítima de la libertad.
Antes del veredicto, el juez Racca aseguró:

«Voy a hablar sobre las razones de la decisión que tomé. Me interesa que queden claro los motivos.
Es muy común que nos encontremos con un caso como el que nos encontramos hoy, distintas hipótesis, distintos hechos. No podemos investigar eternamente.
Hay una diferencia entre creer y aceptar. Hay ciertas proposiciones que se dieron por acreditadas, otras no... Es preferible absolver a un culpable que condenar a un inocente.»
Ignacio Racca

## Discografía

### Álbumes
- 2024: Celda 4

### Sencillos
| Año  | Título | Posicionamiento en listas | Posicionamiento en listas | Posicionamiento en listas | Certificaciones                                                                    |
| Año  | Título | ARG                       | ESP                       | WW Excl US                | Certificaciones                                                                    |
| ---- | --- | ------------------------- | ------------------------- | ------------------------- | ---------------------------------------------------------------------------------- |
| 2017 | «A escondidas» | —                         | —                         | —                         |                                                                                    |
| 2018 | «El baile de las egresadas» | —                         | —                         | —                         |                                                                                    |
| 2018 | «Uno más uno» | —                         | —                         | —                         | - ARG: Oro                                                                         |
| 2018 | «Gucci» (con DT.Bilardo) | —                         | —                         | —                         |                                                                                    |
| 2018 | «Uno más uno (Remix)» (con Seba TC y DT.Bilardo)                                                                                      | —                         | —                         | —                         |                                                                                    |
| 2018 | «Pinto el calor» (con Luam y Alan Gomez)                                                                                              | —                         | —                         | —                         |                                                                                    |
| 2019 | «Tik Tok» (con El Amante y DT.Bilardo)                                                                                                | —                         | —                         | —                         |                                                                                    |
| 2019 | «Choke Choke» (con DT.Bilardo, Perro Primo y Seba TC)                                                                                 | —                         | —                         | —                         |                                                                                    |
| 2019 | «Mary (Remix)» (con Zato DJ, Perro Primo, DT.Bilardo, Zurdo y Luchiboy)                                                               | —                         | —                         | —                         |                                                                                    |
| 2019 | «Que lo wa (Remix)» (con Ray Menace)                                                                                                  | —                         | —                         | —                         |                                                                                    |
| 2019 | «Que Choque El Culo» (con Savash, Juan Rmx, Ale Oviedo)                                                                               | —                         | —                         | —                         |                                                                                    |
| 2019 | «Pal piso» (con DT.Bilardo) | —                         | —                         | —                         |                                                                                    |
| 2019 | «Alerta alarma» (con DT.Bilardo, El Amante y Ale Oviedo)                                                                              | —                         | —                         | —                         |                                                                                    |
| 2019 | «Whisky cola» (con DT.Bilardo y Perro Primo)                                                                                          | —                         | —                         | —                         |                                                                                    |
| 2019 | «Rich» (con Perro Primo y DT.Bilardo)                                                                                                 | —                         | —                         | —                         |                                                                                    |
| 2020 | «Aleteo 420» (con DT.Bilardo) | —                         | —                         | —                         |                                                                                    |
| 2020 | «Pitbull terrier biry» (con Perro Primo y DT.Bilardo)                                                                                 | —                         | —                         | —                         |                                                                                    |
| 2020 | «Tik Tok (Remix)» (con DT.Bilardo, El Amante, Perro Primo y Nio García)                                                               | —                         | —                         | —                         |                                                                                    |
| 2020 | «Aleteo 420 (Remix)» (con DJ Barott)                                                                                                  | —                         | —                         | —                         |                                                                                    |
| 2020 | «La Maria» (con DT.Bilardo y Perro Primo)                                                                                             | —                         | —                         | —                         |                                                                                    |
| 2020 | «L-Gante Rkt» (con Papu DJ) | 2                         | 83                        | —                         | - ARG: Oro                                                                         |
| 2020 | «R.a.m» (con DT.Bilardo y Perro Primo)                                                                                                | —                         | —                         | —                         |                                                                                    |
| 2020 | «Pistola» (con El Más Ladrón y DT.Bilardo)                                                                                            | 15                        | —                         | —                         | - ARG: Platino (x2)                                                                |
| 2020 | «Enrolo y quemo» (con El Más Berrako y DT.Bilardo)                                                                                    | —                         | —                         | —                         |                                                                                    |
| 2020 | «Malianteo 420» (con DT.Bilardo) | 17                        | —                         | —                         |                                                                                    |
| 2020 | «Malianteo 420 (DJ Alex Remix)» (con DJ Alex)                                                                                         | 12                        | —                         | —                         |                                                                                    |
| 2020 | «El barrio» (con Perro Primo, El Más Berrako y DT.Bilardo)                                                                            | —                         | —                         | —                         |                                                                                    |
| 2020 | «Vino y pomelo» (con DT.Bilardo) | —                         | —                         | —                         |                                                                                    |
| 2020 | «Pompa pa tra (Remix)» (con Kaleb Di Masi, DT.Bilardo y Bruno LC)                                                                     | 34                        | —                         | —                         |                                                                                    |
| 2021 | «Pandillero» (con Blunted Vato y DT.Bilardo)                                                                                          | —                         | —                         | —                         |                                                                                    |
| 2021 | «Clandestina 420» (con DJ Alex y DT.Bilardo)                                                                                          | 28                        | —                         | —                         |                                                                                    |
| 2021 | «Dentro del party» (con DT.Bilardo)                                                                                                   | —                         | —                         | —                         |                                                                                    |
| 2021 | «Pistola Remix» (con DJ Pirata, DT.Bilardo, El Kaio y Maxi Gen)                                                                       | —                         | —                         | —                         |                                                                                    |
| 2021 | «Titubeo» (con Homer El Mero Mero y DT.Bilardo)                                                                                       | 12                        | —                         | —                         | - ARG: Oro                                                                         |
| 2021 | «Pasame el Blunt» (con El Más Ladrón y DT.Bilardo)                                                                                    | —                         | —                         | —                         |                                                                                    |
| 2021 | «Chapa y carbón» (con DT.Bilardo y El Malandro)                                                                                       | —                         | —                         | —                         |                                                                                    |
| 2021 | «Combi nueva» (con Papichamp, Blunted Vato y Ecko)                                                                                    | 28                        | —                         | —                         |                                                                                    |
| 2021 | «#XDTRA» (con Román El Original y Perro Primo)                                                                                        | —                         | —                         | —                         |                                                                                    |
| 2021 | «Mi banda encendida» (con Frijo y DT.Bilardo)                                                                                         | 66                        | —                         | —                         |                                                                                    |
| 2021 | «Barra libre» (con DT.Bilardo y Gonzalo Nawel)                                                                                        | —                         | —                         | —                         |                                                                                    |
| 2021 | «Detrás del hit» (con Franklin West y DT.Bilardo)                                                                                     | —                         | —                         | —                         |                                                                                    |
| 2021 | «PPT (Patita pa tra)» (con Perro Primo y DT.Bilardo)                                                                                  | 79                        | —                         | —                         |                                                                                    |
| 2021 | «Tinty Nasty» (con DT.Bilardo, Omar Varela y Dillom)                                                                                  | 15                        | —                         | —                         | - ARG: Platino                                                                     |
| 2021 | «L-Gante: Bzrp Music Sessions, Vol. 38» (con Bizarrap)                                                                                | 1                         | 87                        | 75                        | - ARG: Oro - ESP: Oro                                                              |
| 2021 | «Lassie» (con La Joaqui) | 87                        | —                         | —                         |                                                                                    |
| 2021 | «Pistola (Remix)» (con Damas Gratis, DT.Bilardo y El Más Ladrón)                                                                      | 2                         | —                         | —                         |                                                                                    |
| 2021 | «Perrito malvado» (con Damas Gratis y Marita)                                                                                         | 6                         | —                         | —                         |                                                                                    |
| 2021 | «Lassie (DJ Alex Remix)» (con DJ Alex y La Joaqui)                                                                                    | —                         | —                         | —                         |                                                                                    |
| 2021 | «Visionario» (con DT.Bilardo) | 56                        | —                         | —                         |                                                                                    |
| 2021 | «Internacional Love 420» (con DT.Bilardo y Fidel Nadal)                                                                               | 42                        | —                         | —                         |                                                                                    |
| 2021 | «Donde están los guachos» (con DT.Bilardo y Me Dicen Fideo)                                                                           | 63                        | —                         | —                         |                                                                                    |
| 2021 | «Remake» (con John C, Néstor en Bloque, Perro Primo y Papichamp)                                                                      | 44                        | —                         | —                         |                                                                                    |
| 2021 | «Vivimos como capos» (con Homer El Mero Mero y Yubeili)                                                                               | 54                        | —                         | —                         |                                                                                    |
| 2021 | «Tu reo» (con DT.Bilardo) | 42                        | —                         | —                         |                                                                                    |
| 2021 | «Turrosmánticos» (con Frijo y DT.Bilardo)                                                                                             | 97                        | —                         | —                         |                                                                                    |
| 2021 | «Alta data» (con DT.Bilardo y Eric Santana)                                                                                           | 76                        | —                         | —                         |                                                                                    |
| 2021 | «Por tu lengua (Remix)» (con Bulin 47, El Experimento, Kevvo, Ceky, Viciny, El Mayor Químico Ultramega)                               | —                         | —                         | —                         |                                                                                    |
| 2021 | «Logi» (con DT.Bilardo, Perro Primo y Homer El Mero Mero)                                                                             | 61                        | —                         | —                         |                                                                                    |
| 2021 | «Cucurucho» (con Lérica) | —                         | —                         | —                         |                                                                                    |
| 2021 | «Malianteo 420 (Volumen 2)» (con DT.Bilardo)                                                                                          | 10                        | —                         | —                         | - ARG: Platino                                                                     |
| 2021 | «Las guaguas van» (con Miky Woodz, Alemán, Omy de Oro, Neutro Shorty, Chucky73, Nino Freestyle, Hozwal, Totoy El Frío y Pablo Chill-E | —                         | —                         | —                         |                                                                                    |
| 2021 | «C piko la clandestina» (con Damas Gratis y Marita)                                                                                   | 54                        | —                         | —                         |                                                                                    |
| 2021 | «Me re sirve» (con Maxi El Brother, DT.Bilardo y Eric Santana)                                                                        | —                         | —                         | —                         |                                                                                    |
| 2021 | «Corrido tumbero» (con Dan Sanchez y Ovi)                                                                                             | —                         | —                         | —                         |                                                                                    |
| 2021 | «Keke (Remix)» (con Big Soto y Noriel)                                                                                                | —                         | —                         | —                         |                                                                                    |
| 2021 | «El más piola» (con DT.Bilardo) | 79                        | —                         | —                         |                                                                                    |
| 2021 | «Se viene conmigo» (con Berrako y DT.Bilardo)                                                                                         | —                         | —                         | —                         |                                                                                    |
| 2021 | «Rin Tin Tin» (con Neutro Shorty y DT.Bilardo)                                                                                        | —                         | —                         | —                         |                                                                                    |
| 2021 | «Versace Givenchy Dior (Remix)» (con Franux BB)                                                                                       | —                         | —                         | —                         |                                                                                    |
| 2021 | «Bandera» (con Berrako y DT.Bilardo)                                                                                                  | —                         | —                         | —                         |                                                                                    |
| 2021 | «Bar» (con Tini) | 1                         | 13                        | 23                        | - ARG: 3x Platino - URU: Platino - ESP: Oro - PER: 4x Platino + Oro - CHI: Platino |
| 2021 | «La mano de Dios» (con Rodrigo) | —                         | —                         | —                         |                                                                                    |
| 2021 | «Hegemónica» (con Dillom) | —                         | —                         | —                         |                                                                                    |
| 2021 | «Ropa trucha» (con DT.Bilardo y Eric Santana)                                                                                         | —                         | —                         | —                         |                                                                                    |
| 2022 | «Regresé» (con Sebastián Yatra y Justin Quiles)                                                                                       | 60                        | 21                        | —                         |                                                                                    |
| 2022 | «Pinta» (con Bizarrap y Pablo Lescano)                                                                                                | 66                        | —                         | —                         |                                                                                    |
| 2022 | «Pacto» (con Maikel Delacalle y DT.Bilardo)                                                                                           | —                         | —                         | —                         |                                                                                    |
| 2022 | «Vamos que nos vamos» (con Abraham Mateo y Omar Montes)                                                                               | —                         | —                         | —                         |                                                                                    |
| 2022 | «La cuentan» (con Pacho ElAntiFeka y Berrako)                                                                                         | —                         | —                         | —                         |                                                                                    |
| 2022 | «Pa tra rkt (Remix)» (con Callejero Fino, Ecko, Kaleb Di Masi, John C, Homer El Mero Mero, Papichamp y Fili Wey)                      | 37                        | —                         | —                         |                                                                                    |
| 2022 | «Susy 420 (Chiripi Rkt)» (con DT.Bilardo)                                                                                             | 93                        | —                         | —                         |                                                                                    |
| 2022 | «Ku'» (con Lit Killah y De La Ghetto)                                                                                                 | 32                        | 67                        | —                         |                                                                                    |
| 2022 | «Cementerio» (con Homer El Mero Mero y DT.Bilardo)                                                                                    | —                         | —                         | —                         |                                                                                    |
| 2022 | «Toma» (con Marcianeke) | —                         | —                         | —                         |                                                                                    |
| 2022 | «Requisito 420» (con Alemán) | —                         | —                         | —                         |                                                                                    |
| 2022 | «Los p***s de tu barrio» (con Perro Primo y DT.Bilardo)                                                                               | —                         | —                         | —                         |                                                                                    |
| 2022 | «Engafado» | —                         | —                         | —                         |                                                                                    |
| 2022 | «Blanco, negro» (con DT.Bilardo y Perro Primo)                                                                                        | —                         | —                         | —                         |                                                                                    |
| 2022 | «L-Gante \| DJ TAO turreo Sessions #10» (con DJ Tao)                                                                                  | 21                        | —                         | —                         |                                                                                    |
| 2022 | «Tamo chelo (Remix)» (con El Noba, Callejero Fino, Juanka y Kaleb Di Masi)                                                            | 8                         | —                         | —                         |                                                                                    |
| 2022 | «Mi Woman» | —                         | —                         | —                         |                                                                                    |
| 2022 | «Malianteo 420 (Volumen 3)» (con DT.Bilardo)                                                                                          | —                         | —                         | —                         |                                                                                    |
| 2022 | «Pantano (Remix)» (con King Savagge, Cris Mj, Marcianeke, El Jordan 23 y Drako Mafia)                                                 | 45                        | —                         | —                         |                                                                                    |
| 2022 | «Falso Malo Mentiroso» (con Indi C)                                                                                                   | —                         | —                         | —                         |                                                                                    |
| 2022 | «Flow Anti Rati» (con Franklin West y DT.Bilardo)                                                                                     | —                         | —                         | —                         |                                                                                    |
| 2022 | «Castigar» (con Kaleb Di Masi) | —                         | —                         | —                         |                                                                                    |
| 2022 | «M3» (con John C y El Jordan 23) | 84                        | —                         | —                         |                                                                                    |
| 2022 | «Salimos de Noche» (con El Baroja y Negro DUB)                                                                                        | —                         | —                         | —                         |                                                                                    |
| 2022 | «El Último Romántico» (con DT.Bilardo)                                                                                                | 58                        | —                         | —                         |                                                                                    |
| 2022 | «Desacatá» (con Ptazeta) | —                         | —                         | —                         |                                                                                    |
| 2022 | «Fenomenal» (con Noriel y Negro DUB)                                                                                                  | —                         | —                         | —                         |                                                                                    |
| 2022 | «Se Pikó El After» (con Noriel) | —                         | —                         | —                         |                                                                                    |
| 2022 | «El Plan» (con Rusherking y Emilia Mernes)                                                                                            | 76                        | —                         | —                         |                                                                                    |
| 2022 | «Será» (con Tamara Báez) | 81                        | —                         | —                         |                                                                                    |
| 2022 | «Cumbia Mafia 420» (con Negro DUB y DT.Bilardo)                                                                                       | —                         | —                         | —                         |                                                                                    |
| 2023 | «¿Y pa la guacha Loca? (Remix)» (con Gusty DJ, Salastkbron y La Joaqui)                                                               | 76                        | —                         | —                         | - ARG: Platino                                                                     |
| 2023 | «Finochetto» (con Ponte Perro) | —                         | —                         | —                         |                                                                                    |
| 2023 | «Anda Sola \| E10» (con DJ Alex) | —                         | —                         | —                         |                                                                                    |
| 2023 | «Re Fachero» (con Scarface El Tyger, Kaleb Di Masi y Berrako)                                                                         | —                         | —                         | —                         |                                                                                    |
| 2023 | «Gusty DJ \| L-Gante - Session en el barrio #8» (con Gusty DJ)                                                                        | 76                        | —                         | —                         |                                                                                    |
| 2023 | «Prende y Fuma» (con Kevin Santin) | —                         | —                         | —                         |                                                                                    |
| 2023 | «Bandolera» (con Santa Fe Klan y Uzielito Mix)                                                                                        | —                         | —                         | —                         |                                                                                    |
| 2023 | «Asesina» (con Santa Fe Klan y Uzielito Mix)                                                                                          | —                         | —                         | —                         |                                                                                    |
| 2023 | «Morena 420» (con Tornillo) | —                         | —                         | —                         |                                                                                    |
| 2023 | «To los días es 420» (con Brray) | —                         | —                         | —                         |                                                                                    |
| 2023 | «El día más feliz» | —                         | —                         | —                         |                                                                                    |
|      | |                           |                           |                           |                                                                                    |

## Giras
- Villa Tour (2021-2023)[39]
- Cumbia 420 Tour (2021-2022)[40]
- Euro Tour (2022)[41]